# Robert Kretzschmar (Saxophonist)

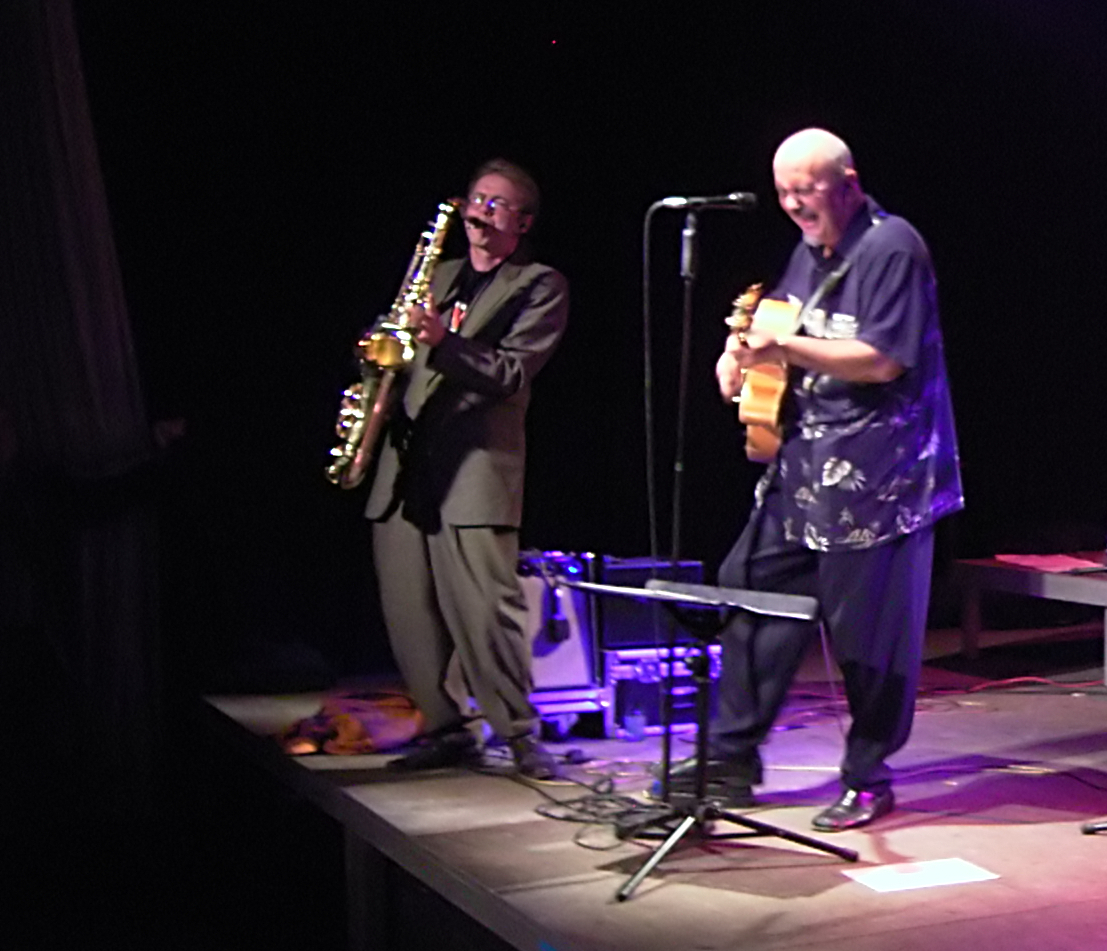
Robert Kretschmar (Saxophon) bei einem Auftritt mit der Blues Company in Unna

Robert Kretzschmar (* 21. November 1961 in Billerbeck; † 17. August 2012 in Irland) war ein deutscher Saxophonist, Pianist, Arrangeur, Komponist und Musikpädagoge. 
Robert Kretzschmar studierte an der Universität Osnabrück Musikwissenschaften und klassisches Klavier, entdeckte aber bald das Tenorsaxophon für sich. Der Universität blieb er im Fachbereich Musik verbunden, ebenso war er am städtischen Konservatorium Osnabrück als Dozent für Saxophon und als Ensembleleiter tätig. 
Weit über den lokalen Raum hinaus bekannt wurde Kretzschmar als Mitglied der Blues Company, in der er seit 1999 zusammen mit Uwe Nolopp als „Fabulous BC Horns“ auftrat, die Arrangements der Bläsergruppe schrieb sowie bei zahlreichen CD-Produktionen mitwirkte. Weitere Stationen seiner Arbeit umfassen unter anderem sein Mitwirken in der Miro Nemec Band, Arrangements für die Jazz-Sängerin und Schauspielerin Christiane Hagedorn, Zusammenarbeit mit der Sängerin Eva Mayerhofer sowie zahlreiche Arrangements und Kompositionen für die NDR Bigband. Auch spielte er innovativen Jazz in der Band von Joachim Raffel.
Robert Kretzschmar starb im August 2012 während einer Urlaubsreise an einem Herzinfarkt.